# San Juan Bautista (California)
San Juan Bautista es una ciudad ubicada en el Condado de San Benito en el estado de California.

## Historia
Antes de la llegada de los españoles, el área alrededor de San Juan Bautista era habitado por los mutsunes, una rama de los indios ohlones. Los mutsunes vivían en pueblos de chozas de paja construidas con las ramitas de sauces y otros árboles, y porque vivían la vida sencilla "cazador-recolector" común a todos los indios de California, dejaron pocas huellas en la tierra. 

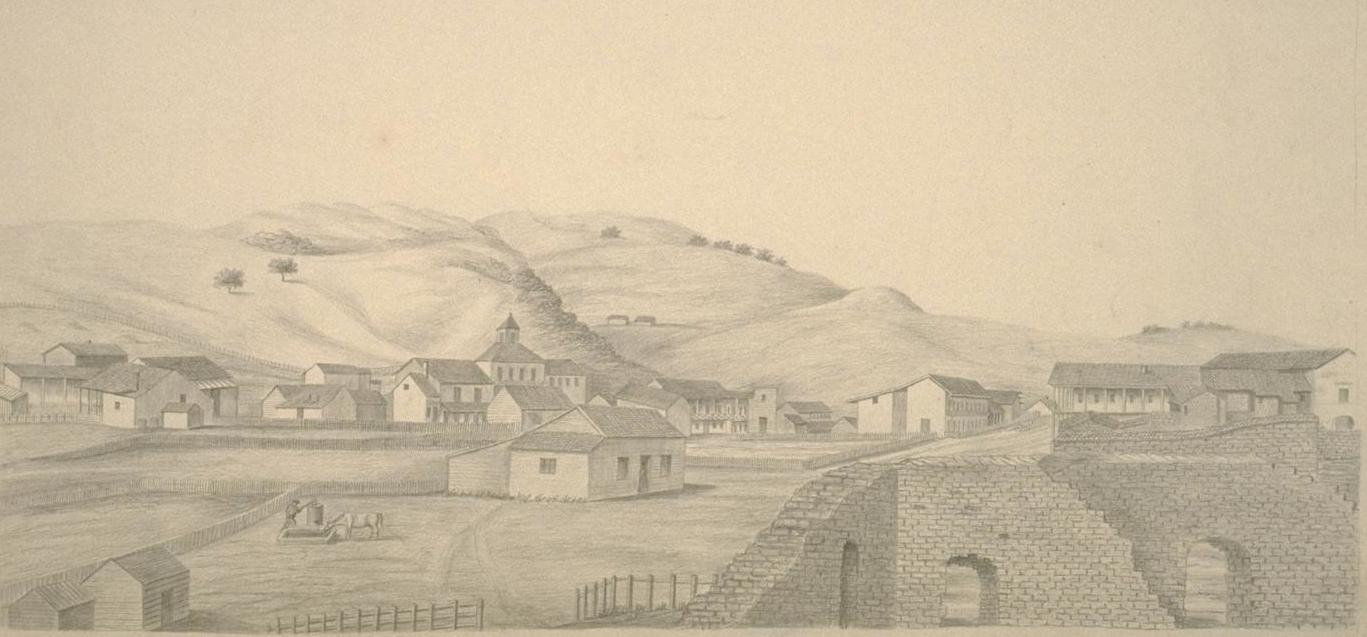
Imagen de la población de San Juan Bautista (c. 1856)

EL origen de la población de San Juan Bautista se encuentra en la fundación en 1797 por fray Fermín Lasuen de la Misión San Juan Bautista. La misión, situada en el Camino Real, atrajo a numerosos indígenas que se avecindaron, dando lugar a una próspera población agrícola y ganadera. 
En época mexicana la población en torno a la misión fue conocida como San Juan de Castro, en honor de su primer alcalde, José Tiburcio Castro. De esta época hay testimonios como la casa Juan de Anza, el hotel Plaza o la casa José Castro propiedad de José Antonio Castro. Castro, sin embargo, no podía pasar mucho tiempo allí. Castro tuvo éxito en organizar dos revueltas contra los gobernadores mexicanos de California: una contra Nicolás Gutiérrez en 1836 y otra, con la ayuda de Juan Bautista Alvarado, contra Manuel Micheltorena en 1843. Después de la derrota en 1845 de Micheltorena en la batalla de Providencia, Castro se ganó la posición de comandante general de Alta California. 
La ciudad fue incorporada en 1869. La población fue empleada en 1904 para los vuelos experimentales de John J. Montgomery. El hipocentro del terremoto de 1906 de San Francisco se localizó en la región de la ciudad de San Juan Bautista. La lengua indígena Mutsun se dio por perdida en 1930 con el fallecimiento de Ascención Solórzano. En 1971 se estableció en San Juan el Teatro Campesino, inicialmente desarrollado en el teatro La Calavera.

## Geografía
San Juan Bautista tiene un área total de 1.8 km², 99.94 % de tierra y 0.06 % de agua.